# Ashburton (Nova Zelândia)
Ashburton (em inglês:  Ashburton) é uma cidade e distrito de mesmo nome na região de Canterbury, na Nova Zelândia.

## Nome
Ashburton foi nomeada pelo agrimensor Joseph Thomas, da Associação de Terras da Nova Zelândia, em homenagem a Francis Baring, 3º Barão Ashburton, membro da Associação de Canterbury, que foi responsável pelo estabelecimento da colônia britânica em Canterbury.

## Geografia

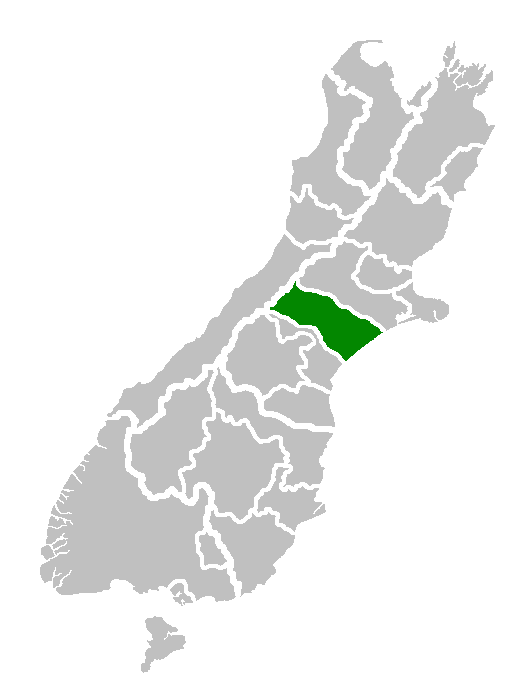
Mapa do Condado de Ashburton.

Ashburton está localizada 86 km ao sul de Christchurch . Uma ferrovia atravessa o centro da cidade, mas os serviços de passageiros foram interrompidos em 2002 . Ashburton é o centro de um grande distrito agrícola e pastoril situado na Planície de Canterbury.  A principal indústria da cidade é a alimentar (produção de manteiga, farinha, etc.), embora existam também várias grandes empresas industriais (madeira, a única fábrica de autocarros da Nova Zelândia , o maior fabricante mundial de rodas de fiar  ). A cidade tem um grande subúrbio, Tynwald, localizado ao sul de Ashburton.
O distrito de Ashburton se estende da costa do Pacífico até os Alpes do Sul e do rio Rangitata até o rio Rakaia. A área do distrito é de 6187,4 km².

## História

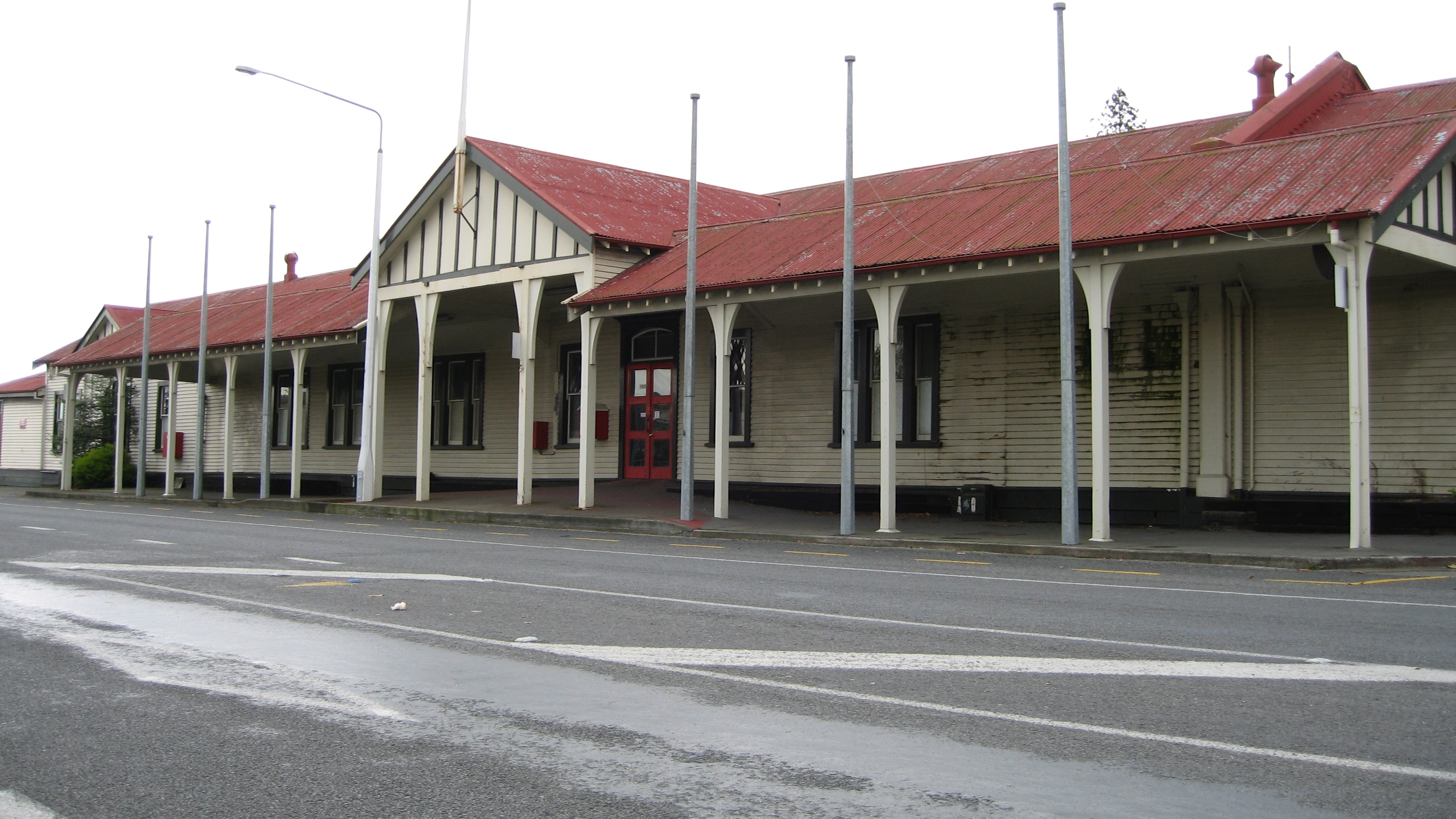
Estação ferroviária de Ashburton.

Os habitantes originais da área onde o distrito e a cidade de Ashburton estão localizados eram representantes do povo Maori da Nova Zelândia. A colonização europeia da área começou apenas no século XIX, e a cidade em si estava localizada em terras que antes pertenciam à Associação de Canterbury. Acredita-se que Ashburton tenha sido fundada em 1858, quando William Turton e sua família abriram uma casa de hóspedes na margem norte do Rio Ashburton. 
Gradualmente a cidade se expandiu e a área ao redor se transformou em campos agrícolas e pastagens. Em 1872, uma escola foi aberta em Ashburton e em 1876 o Conselho do Condado de Ashburton foi criado. Em 1878, Ashburton recebeu o status de distrito. Em 1989, os conselhos distritais e municipais foram unidos para formar o Conselho Distrital de Ashburton. 

## População

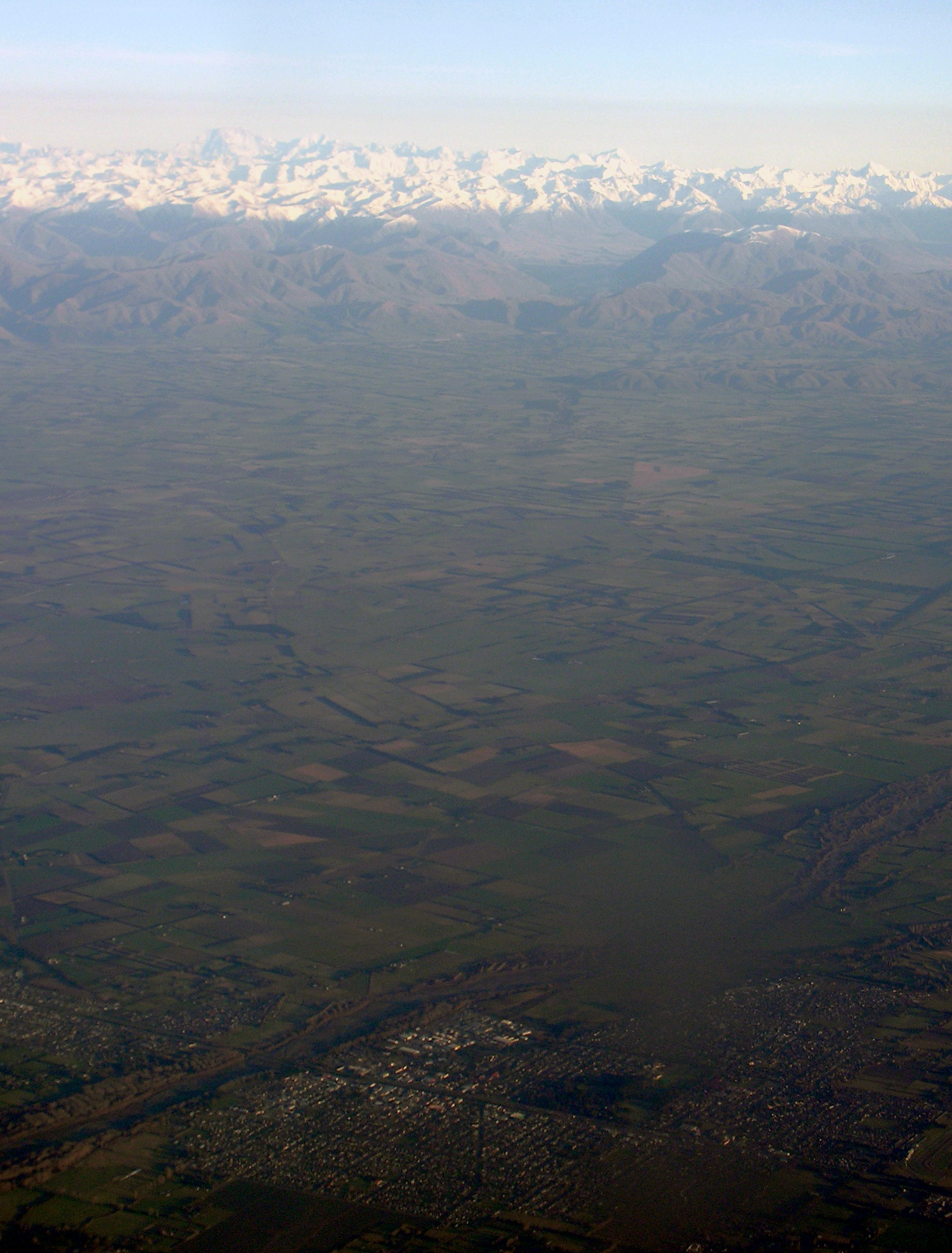
Vista aérea da cidade e dos Alpes do Sul ao fundo.

Ashburton é a terceira maior cidade de Canterbury, depois de Christchurch e Timaru .
De acordo com o censo de 2006, o condado tinha uma população de 27.372, um aumento de 1.929, ou 7,6 %, mais do que o registrado no censo de 2001. 
A distribuição por gênero no condado foi de 13.767 homens e 13.605 mulheres. Indicadores de categoria etária: 20,7 % de moradores com menos de 15 anos, 16,3 % de moradores com mais de 65 anos. A idade média foi de 39,8 anos. A idade média do povo Maori era de 20,1 anos. Entre eles, a proporção de moradores com menos de 15 anos era de 38,6 %, maiores de 65 anos - 3,5 %. 
A composição racial da população era de 82,2 % Europeus, 6,1 % Maori, o restante são representantes dos povos da Oceania e asiáticos. A proporção de latino-americanos e africanos era insignificante.  A proporção de residentes nascidos no estrangeiro foi de 10,5 %. A maioria dos estrangeiros era da Grã-Bretanha. O principal idioma utilizado na cidade é o inglês. A outra língua mais falada era o maori (falado por 1,1 % da população total do distrito, ou 10,9 % do povo indígena Maori da Nova Zelândia). 

## Pessoas notáveis
- Dorothy Eden - escritora.
- Jenny Shipley - 36º primeira-ministra da Nova Zelândia (1997-1999).